# Təzəkənd (Beyləqan)
Təzəkənd è un comune dell'Azerbaigian situato nel distretto di Beyləqan. Conta una popolazione di 2 880 abitanti.

Sistema statale: repubblica
Rami dell'economia nazionale: gas naturale e petrolchimica, metallurgica, pulizia del cotone.
Principali città: Ganja, Sumgait, Mingechevir, Lankaran, Agdam, Nakhchivan, Khachmaz, Quba, Shamakhi
Risorse naturali: petrolio, gas, rame, polimetalli, alluminati, oro
Principali colture agricole: cotone, frutta, seta
moneta nazionale – Manat azero. 